# Daigo Araki
Daigo Araki (荒木 大吾 Araki Daigo?), född 17 februari 1994 i Chiba prefektur, är en japansk fotbollsspelare.
Araki började sin karriär 2016 i Júbilo Iwata. Han spelade 22 ligamatcher för klubben. 2020 flyttade han till Kyoto Sanga FC.